# E=mc² (álbum)
E=MC² é o décimo primeiro álbum de estúdio gravado pela artista musical estadunidense Mariah Carey. Foi lançado nos Estados Unidos em 15 de abril de 2008 pela editora discográfica Island Records. A cantora começou a gravar canções para o projeto ainda em 2007 em Anguilla, depois de escrever e compor a maior parte de seu material durante e depois das apresentações da turnê Adventures of Mimi de 2006. Carey trabalhou com vários compositores e produtores notáveis durante o curso do projeto, incluindo Jermaine Dupri, Bryan-Michael Cox, Stargate, The-Dream, Tricky Stewart, Scott Storch e Danja.
O álbum mostrou um lado mais pessoal da cantora, ilustrado em seu tema declarativo de emancipação de seu casamento anterior e de seus contratempos pessoais e profissionais. Embora compartilhasse uma produção vocal semelhante, bem como uma inclinação para suas baladas de assinatura pop e R&B, o álbum incorpora estilos musicais derivados da música dance e estilos de andamento acelerado. Foi planejado para ser uma continuação, ou uma segunda parte de seu décimo álbum de estúdio, The Emancipation of Mimi (2005). Carey colaborou com vários artistas para a concepção da obra, incluindo T-Pain, Damian Marley e Young Jeezy. Embora considerado pelos críticos muito semelhante à fórmula em que seu antecessor foi construído, E = MC² incluía outros gêneros que ela nunca havia explorado, como o reggae, e continuou gravando hinos influenciados pelo gospel.
E = MC² foi em sua maior parte bem recebido pelos críticos de música, com muitos elogiando as influências do gênero, e estilos musicais e de produção. Alguns críticos, no entanto, sentiram que o álbum era muito parecido com The Emancipation of Mimi, e não oferecia nada novo em sua fórmula. O álbum estreou no número um na Billboard 200 dos EUA, com vendas na semana de estréia de 463.000 cópias; as maiores vendas na primeira semana da carreira de Carey. Debutando dentro do top-cinco na parada de álbuns na Austrália, Canadá, Reino Unido e Suíça. O álbum alcançou vendas mundiais de mais de 7,6 milhões de cópias, considerado abaixo do que era esperado, principalmente se comparado ao seu anterior que teve 17,7 milhões de unidades comercializadas mundialmente.
Quatro canções da obra, tornaram-se singles e foram lançadas para promover o lançamento do projeto. O primeiro single do álbum , "Touch My Body", tornou-se o décimo oitavo pódio de Carey na Billboard Hot 100, fazendo dela a artista solo com o maior número de singles em primeiro lugar na história dos Estados Unidos, superando o recorde de Elvis Presley. Além disso, deu a Carey sua 79ª semana no topo do ranking, empatando com Presley com mais semanas no primeiro lugar. Alcançou um forte desempenho nos gráficos mundiais, atingindo o pico entre os cinco primeiros nas paradas de singles na Itália, Japão, Nova Zelândia, Suíça e Reino Unido. "Bye Bye" atuou como o segundo lançamento do álbum. Embora aclamado pela crítica, e esperado para ter alcançado grande sucesso comercial, a canção estagnou no número dezenove na Hot 100, e conseguiu obter um fraco prestigio internacional. O terceiro single, "I'll Be Lovin' U Long Time" não conseguiu obter sucesso em nenhum mercado de música proeminente. No entanto, o quarto e último single, "I Stay in Love" tornou-se seu décimo quarto pódio na parada Dance Club Songs.

## Antecedentes e gravação
Em 2002, Carey assinou um novo contrato com a Island Records e em 2005 ela lançou seu décimo álbum de estúdio, The Emancipation of Mimi. Tornou-se o álbum mais vendido de 2005 nos Estados Unidos, e o segundo mais vendido em todo o mundo, com mais de 12 milhões de unidades vendidas.  Ganhou uma miríade de prêmios da indústria da música e trouxe Carey de volta ao topo das paradas após seu declínio comercial em 2001. Depois de completar a turnê Adventures of Mimi Tour, ela começou a trabalhar em material para seu décimo primeiro estúdio, o ainda sem título E=MC². E=MC² foi saudado como um dos álbuns mais esperados de 2008, com muitos críticos ponderando suas opiniões sobre se Carey seria capaz de alcançar um sucesso significativo, seguindo suas conquistas com The Emancipation of Mimi. Carey começou a escrever e produzir as músicas que ela achava adequada para o projeto, e nada para agradar aos executivos de gravações. Ao longo de 2007, Carey gravou o álbum em um estúdio construído em sua casa particular em Anguilla, no Caribe. Ela descreve E = MC² como um dos seus álbuns mais expressivos, e que ela se sentiu livre, e capaz de se expressar através de sua música. Em uma entrevista com o The Bryan Times, Carey falou de seus sentimentos no álbum "É difícil para mim sentar aqui e falar sobre isso sem soar como se eu estivesse me gabando se eu estou apaixonada por ele, mas eu estou apaixonada por este álbum. Eu acho que ter o sucesso com o último disco me permitiu ter mais liberdade ... e apenas fazer discos que eu goste. É um disco bem divertido".

## Atrasos e liberação
O álbum deveria ser lançado no final de 2007, mas Carey falou sobre o motivo pelo qual o álbum foi adiado: "Você não pode realmente lançar discos em dezembro se quiser que o mundo inteiro tenha uma chance de realmente ouvir, [e] meus fãs em todo o mundo são muito importantes para mim", acrescentando que ela também quer lançar um par de singles antes do álbum ser lançado. Em uma entrevista separada, ela elaborou mais: "Isso aconteceu comigo com The Emancipation of Mimi, eu comecei a escrever mais músicas, eu estava bem, me deixei fazer aquilo, então eu escrevi mais quatro músicas e você sabe como foi, então agora eu estou com 22 músicas e claramente eu tenho que cortar algumas delas". Foi então relatado que o álbum seria lançado em fevereiro de 2008. No entanto, o lançamento foi mais tarde adiado novamente para abril de 2008. Antes do seu lançamento, o título do álbum era That Chick, tirado de uma música do álbum com um nome similar, "I'm That Chick". À medida que a data de lançamento se aproximava, o título foi mudado para E=MC², em referência ao álbum anterior de Carey, The Emancipation of Mimi (2005). O título significa "(E) Emancipação (=) de (MC) Mariah Carey (²) ao quadrado". É um jogo de palavras sobre a famosa fórmula de equivalência de massa e energia de Albert Einstein e foi apelidado como a sequência e contraparte do The Emancipation of Mimi. Em sua resenha do álbum, Alex Macpherson, do The Guardian, descreveu seus pensamentos sobre o título, assim como seu significado:

Vale a pena ponderar sobre o título do décimo primeiro álbum de estúdio de Mariah Carey. Emancipação, talvez, em uma homenagem ao seu álbum de retorno de 2005, The Emancipation of Mimi; ou talvez a energia da equação original, uma afirmação de que Carey ainda tem o que é preciso para festejar a noite toda com 37 anos de idade, mesmo quando ela se descreve como "eternamente 12". Então, novamente, ela poderia estar se identificando ao lado de Einstein como um gênio. De qualquer maneira, 'E=MC²' encontra Carey mais voltada do que nunca, abraçando sua própria imagem maior que a vida com gosto: Mariah Carey Squared de fato.

Carey expressou como ela considerou Mimi o "prato principal", e sentiu que o novo álbum seria tratado como "sobremesa". Em uma entrevista com a NME, a cantora descreveu sua escolha no título do álbum: "Basicamente, eu estou mais livre neste álbum do que eu já estive. Algumas das músicas do último álbum foram legais, mas talvez não completamente tão puro quanto as deste álbum". Quando questionada se o título representava o interesse de Carey em física, ela brincou acrescentando "teoria de Einstein? Física? Eu? Olá! Eu até falhei em matemática curativa. Eu não conseguir passar em matemática no sétimo ano mesmo na classe mais baixa com os piores garotos". A semelhança do álbum com o seu antecessor não é encontrada apenas no título e na musicalidade, mas também na sua obra de arte. Na capa do álbum, ela está quase que exatamente na mesma pose da foto de seu último álbum, apenas com iluminação e guarda roupa diferentes. Ele apresenta um pano de fundo preto, coberta por um grande xale de penas cobrindo seu corpo. Apenas seu primeiro nome aparece em grandes letras rosa na capa, com "E=MC²" aparecendo em letras brancas no topo. Ao descrever a capa, Macpherson escreveu que "Carey está nua, a não ser pelo maior casaco de penas do mundo, um acessório para o qual os bandos de pássaros certamente deram suas vidas".

## Composição

### Estilo e estrutura
Os críticos de música compararam E=MC² pesadamente ao álbum anterior de Carey, The Emancipation of Mimi, e sentiram que seguia a mesma fórmula de baladas e faixas dançantes. Freedom De Luc, do The Washington Post, sentiu que, depois de experimentar um forte sucesso pela primeira vez nos anos 2000 com Mimi, Carey tentou criar E=MC² com a mesma fórmula, embora possivelmente um pouco melhorada: "Encontrando aquela fórmula, baladas emocionais e brincalhonas, com andamento acelerado, a diva com o tom dourado, evitou o experimentalismo radical aqui para o estase. 'E = MC²' é mais do mesmo, então, com o '2' representando algo sequencial ao invés de exponencial. Conheça o novo disco de Mariah, quase exatamente o mesmo que o antigo 'Mimi'!".

### Músicas e letras
A primeira música na lista de faixas do álbum é "Migrate", uma canção que Carey escreveu e co-produziu ao lado de Danja, e apresenta um verso de rap de T-Pain. Sua melodia é construída sobre uma batida eletrônica pesada e incorpora registros de apito e vários sintetizadores criados em estúdio em sua melodia. Além disso, a música apresenta a inclusão do Auto-Tune e vários manipuladores vocais, que são usados intensamente nos vocais de Carey e T-Pain. Liricamente, a música retrata a cantora durante uma noite fora, migrando de vários locais: do carro para o clube, do bar para o VIP, da festa para depois da festa e, finalmente, para o hotel. De acordo com Brian Hiatt da VH1, ela "salta do meu carro para o clube ... do bar para a VIP ... da festa para o fim da festa ... depois da festa para o hotel" com a T-Pain, que a pede para "pular, pular, pular".
O primeiro single do álbum , "Touch My Body", foi escrito e produzido por Carey, Tricky Stewart e Terius "The Dream" Nash. O gancho da música é construído em torno de uma melodia de piano e "linha de teclado circular", e apresenta "uma batida intermitente de tempo médio que é acentuada por estalos com os dedos e sintetizadores eletrônicos" como sua instrumentação. Liricamente, a música descreve a protagonista revelando várias fantasias de quarto em que ela gostaria de se envolver, pedindo a seu namorado que "toque seu corpo". De acordo com Ben Ratliff do The New York Times, é um "striptease questionavelmente sexy: uma vinheta de encontro pateta-desprezível", com Carey cantando "Se há uma câmera aqui, então é melhor eu não pegar essa gravação no YouTube".
"Cruise Control", com artista de reggae Damian Marley, é influenciado por R&B e reggae, e descobre que sua adaptação ao gênero imitando frases, sotaques e estilos de canto jamaicanos. "I Stay in Love" foi lançado como o quarto e último single do álbum. Escrito por Carey e Bryan-Michael Cox, é uma balada tempo médio "pulsante" e "piano-atado", que é influenciada por gêneros musicais pop e R&B. A instrumentação da música é derivada de uma melodia de piano e é apoiada por uma forte batida de bateria computadorizada. Suas letras retratam Carey mais vulnerável; ela descreve os velhos tempos que ela compartilhava com seu namorado e que, embora "disséssemos adeus" e que "por dentro ela sabe que acabou", ela ainda "permanece apaixonada por ele".. Apresentando o rapper americano Young Jeezy, "Side Effects" descreve o relacionamento abusivo de Carey com Tommy Mottola, seu ex-marido. Durante o primeiro verso, ela discute o passado do casal, e como ela era jovem e ingênua, e acreditou em tudo o que ele pregou para ela. A letra dizia "Mantendo-me lá, debaixo do seu dedo/Porque você estava com medo que eu me tornasse muito/ Mais do que você poderia lidar", ela confessa, e se refere a si mesma como "Brilhando como um lustre/Que decorava cada quarto dentro/ O inferno privado que construímos/E eu lidei com isso/ Como uma criança que eu desejava/Eu poderia voar para longe". Sarah Rodman do The Boston Globe, descreveu como "outro olhar para o seu casamento fraturado com Mottola", e escreveu: "Embora a união tenha terminado em 1998, Carey ainda está sofrendo, incluindo sonhos de 'tempos violentos' e e "dormir com o inimigo". Curiosamente, sua abordagem vocal aqui é quase emo, quando ela atinge seu registro intermediário e se recusa a ser mantida em cativeiro pelos demônios de seu passado". A escritora MTV News, Jennifer Vineyard descreveu a música em detalhes:

[Isso] finalmente revela um lado de Mariah que não vemos com frequência - ela é verdadeira. A Mariah que costumamos ver e ouvir é brilhante. Psicólogos podem dizer que seu efeito é "desligado" - significando que seus gestos e expressões faciais não correspondem ao seu humor. Há uma razão para isso, como ela explica em 'Side Effects', que é o abuso emocional que ela diz ter sofrido durante seu casamento com o magnata da música Tommy Mottola. Mariah, que normalmente é bastante cautelosa, aludiu ao tema em canções como "Petals", mas nunca entrou em detalhes como em "Side Effects", em que ela se refere ao casamento como um"inferno privado que construímos". Mesmo que tenham passado 11 anos desde que eles se separaram, ela canta em um registro mais baixo que ela ainda está "acordando assustada algumas noites ... sonhando com os tempos violentos". Suas cicatrizes emocionais a deixaram "um pouco protetora ... um pouco defensiva ... um pouco deprimida", o que a faz "fingir um sorriso" ao lidar com os efeitos colaterais. Apesar de apresentar Young Jeezy, parece uma balada rock power.

"I'm That Chick" é uma canção que Carey escreveu ao lado da dupla norueguesa, Stargate. É uma música em ritmo acelerado, que apresenta uma "sensação de livre cuidado", e é influenciada pelos gêneros soul, pop e música disco. A música incorpora uma amostra de "Off the Wall", de Michael Jackson, e apresenta uma forte linha de baixo e palmas. Evan Sawdey do PopMatters, descreveu-o como um "groove de discoteca de fim de noite", e destacou sua produção como a melhor do álbum. "I'll Be Lovin' U Long Time", o terceiro single do álbum, foi escrito e produzido por Carey e DJ Toomp. A música foi descrita como "meio tempo", "farofa dançante", que é influenciada pelos gêneros pop, R&B e soul. Os críticos elaborou sobre a influência de "soul" na música, com Melissa Ruggieri do  The News & Advance, descrevendo-o como um "soul-pulsante", enquanto Nick Levine da Digital Spy, chamou-lhe um "aceno em direção ao soul clássico". O título da música é derivado da linha popular, "eu te amo há muito tempo", do filme de guerra de 1987,Full Metal Jacket. Além disso, seu gancho e instrumentação são derivados de "Stay With Me" de Mark DeBarge. Os críticos também observou como "I'll Be Lovin' U Long Time" 'lembra' o riff melodia e progressão de acordes da música tema de Hill Street Blues. A principal fonte de produção da música vem de seu "trabalho de teclado exuberante", e seu uso de "voz dupla", que ela usa em toda a ponte da música. Carey descreveu o efeito como "camadas de sua voz", para que a ponte soasse como um "banco de cem Mariahs".
"Bye Bye" serviu como a décima terceira faixa do álbum, e também composta por Carey e Stargate. Uma "balada inspiradora", é influenciada pelos gêneros de R&B e música pop. A canção é construída sobre uma discreta e simples melodia de piano, que está decorado com uma linha suave de baixo. Liricamente, a canção foi descrita pelos críticos como um "hino maior que a vida", e uma "balada inspiradora mais leve no ar", e mostra Carey lembrando-se de seu pai, também como quaisquer entes queridos perdidos. Enquanto os versos são dedicados a ele, o refrão foi escrito em um ponto de vista de terceira pessoa, para seus fãs: "Isto é para meu público que acabaram de perder alguém / Seu melhor amigo, seu bebê, seu homem ou sua senhora / Erga sua mão para cima / Nós nunca diremos tchau / Mães, papais, irmãs, irmãos, amigos e primos / Isto é para o meu público que perdeu suas avós / Levante suas mãos para o céu / Porque nós nunca vamos dizer adeus". Ao listar várias formas de perda, Carey incentiva a nunca deixar ir, e sempre viver com sua memória, e colocar as mãos para cima, se alguma vez perder alguém, porque nunca vamos dizer adeus. Servindo como o número de fechamento do álbum, "I Wish You Well" foi comparado com o número final do anterior Mimi". Do mesmo modo, "I Wish You Well" incorpora a influência do gospel em sua melodia de "piano estimulante", que "estende o perdão àqueles que a prejudicaram no passado e é praticamente intercambiável com seus predecessores". Extensivamente Fazendo uso do registro de assobio, ela faz referência a Mottola sob outra luz do que "Side Effects": "A mensagem de 'Eu desejo que você fique bem' para Mottola é similarmente impressionante. Acompanhado por um piano e alguns backing vocals multi-raciais, Carey canta: "Ainda machucada, ainda ando em cascas de ovos / Mesmo filho assustado, esconda-se para me proteger / Mas você não pode me manipular como antes". Ela então prescreve o estudo da Bíblia e diz: "Desejo-lhe bem".

## Promoção
Após o lançamento digital da canção, Carey promoveu a música em várias aparições ao vivo pela TV e programas em todo o mundo. Apenas alguns dias antes de ser lançado digitalmente, a cantora foi anunciada como a convidada musical de um episódio de Saturday Night Live, assumindo o lugar de Janet Jackson, que pegou a gripe e não pôde se apresentar. Apresentado por Jonah Hill, Carey performou tanto "Touch My Body", como também uma versão ao vivo de "Migrate" ao lado de T-Pain. Após o set, Carey e seu empresário na época, Benny Medina, se encontraram com Lee Daniels, que então lhe ofereceu um papel em sua adaptação cinematográfica de  Precious (2009), em que Carey mais tarde estrelaria e ganharia elogios por sua atuação. Depois de chegar ao topo das paradas da Billboard, o Empire State Building foi iluminado nas cores preferidas de Carey, branco, rosa e lavanda, durante toda a semana. Em 25 de março, Carey foi apresentada como convidada especial na festa de estréia da temporada The Hills, um evento que marcou o início de um período de dez episódios exibidos entre a terceira e a quarta temporada. Carey performou "Touch My Body", "I'm That Chick" e "We Belong Together", antes de sair do palco aplaudida de pé pelo público. Após a apresentação, Carey recebeu elogios dos membros do programa, com Lauren Conrad dizendo: "Eu sempre fui uma grande fã de Mariah, e ela é tão bonita e talentosa".  Whitney Port e Audrina Patridge se referiram a Carey como "uma cantora incrível", embora afirme ter ouvido sua música desde muito jovem. Em 12 de abril, Carey fez uma aparição no The Oprah Winfrey Show. Winfrey entrevistou a cantora sobre sua perda de peso, E=MC² e até mostrou imagens de Carey em seu apartamento em Nova York, exibindo seu armário de lingerie. Após a entrevista, Carey performou uma versão ao vivo de "Bye Bye" para o público, com três vocalistas de fundo ajudando-a. Kevin Johnson de St. Louis Post-Dispatch descreveu o desempenho como "tocante" e elogiou o apelo da música.

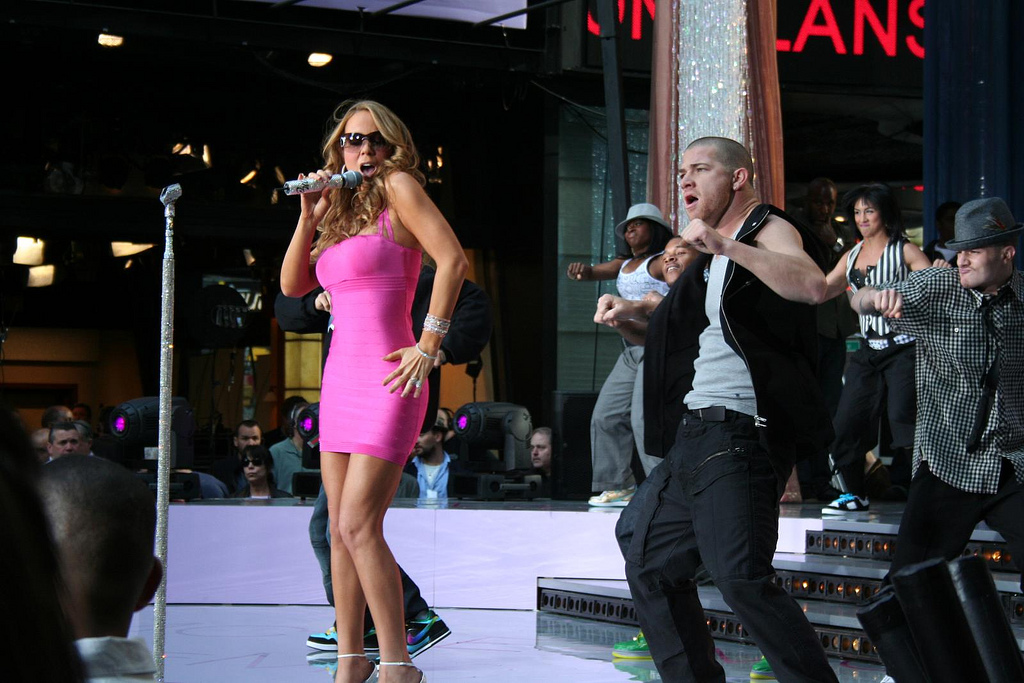
Carey e seus dançarinos performando "Touch My Body" no Good Morning America em 25 de abril de 2008

Na sétima temporada da competição de talentos American Idol, Carey foi apresentada como uma mentora para as sete primeiras semanas. Intitulado "Mariah Carey Week" e transmitido ao vivo em 14 de abril, os participantes cantaram uma música do repertório da cantora. Depois que todos os sete participantes cantaram suas canções individuais, todos eles se juntaram para uma versão ao vivo da colaboração de Carey em 1996 com Boyz II Men, "One Sweet Day". No geral, os críticos notaram como uma semana temática de Carey seria extremamente difícil para os artistas, devido à sua natureza vocal extenuante. Após a apresentação conjunta, Carey subiu ao palco e cantou "Bye Bye" ao vivo, enquanto foi apoiada por um trio de vocalistas de apoio. Tamara Jones, do The Washington Post, comentou em tom de brincadeira sobre os movimentos da mão de Carey durante a performance, escrevendo como ela estava "acenando como uma rainha malévola do baile". Gil Kaufman, da MTV News, elogiou a performance de Carey, comentando sobre ela e seu "micro-vestido" e escrevendo como ela "fez serenata para o público com sua homenagem aos perdidos". Lindsey Ward do Calgary Sun, descreveu como um "desempenho menos fabuloso", embora elogiando a imagem mais magra de Carey, "Oh, quem eu estou enganando? Ela ficaria quente em um saco de papel". Em 25 de abril, Carey abriu o "Summer Concert Series" do Good Morning America com uma apresentação ao vivo na Times Square. Carey, vestindo uma mini-saia rosa, começou o set com "Touch My Body" na frente de milhares de fãs. Durante a música, seus backing vocals começaram a funcionar mal, fazendo com que ela repetisse frases e tocasse durante seus principais momentos vocais. A fim de deixar o engenheiro de som saber do problema, ela substituiu parte da letra por "pare de cantar meu papel agora, baby", e completou o refrão final. Ela continuou com "I'm That Chick", e completou o setlist de três músicas com seu single de acompanhamento, "Bye Bye". Depois de marcar o lançamento do álbum nos Estados Unidos com sua aparição no Good Morning America, Carey foi para a Europa para se apresentar em vários programas. Ela começou com uma entrevista na estação de rádio britânica, BBC Radio 1, e continuou em uma versão ao vivo de "Touch My Body", tanto no The Sunday Night quanto no The Paul O'Grady Show.
Da mesma forma, Carey cantou a música ao vivo no show de talentos alemão, Deutschland sucht den Superstar, em abril de 2008. Em 8 de agosto, Carey cantou um techo da música no Teen Choice Awards. Ela começou com seu single na época, "I'll Be Lovin' U Long Time", e trabalhou na ponte de "Touch My Body", antes de voltar à antiga música. Na cerimônia do Fashion Rocks em 2009, Carey cantou "Touch My Body" e seu single atual, ""Obsessed", bem como o remix para sua música de 1995, "Fantasy". Durante o set-list, Carey foi acompanhado por seis homens de gravatas pretas, que içou no ar na frente de mais de 6.000 pessoas durante 'Obsessed', e performou rigorosas coregografias ao longo de "Touch My Body". Em promoção para E=MC² e o seu primeiro single, Carey foi apresentado como jurada convidada na quinta temporada da competição de talentos britânica, The X Factor. Durante essa semana, todos os competidores teriam que cantar canções do repertório de Carey. Antes de sua chegada, um dos juízes da série Dannii Minogue: "Poderia ficar mais estressante para os concorrentes?", devido à natureza geral extenuante das canções de Carey. Depois de várias apresentações dos finalistas, Carey cantou "I Stay In Love", acompanhado por três vocalistas de segundo plano. Ela foi aplaudida de pé pela platéia e pelos juízes, e continuou nos bastidores para uma sessão gravada com os competidores. No final do programa, ela apresentou seu clássico "Hero" (1993), e acabou se juntando aos finalistas para o final da música. "Hero" foi regravado pelos finalistas do X Factor do Reino Unido em 2008 e lançado como single, tornando-se o single mais vendido de 2008, no país. Segundo relatos, o episódio ganhou um grande aumento nos espectadores devido à presença de Carey, e foi capaz de superar o seu programa rival de longa data, Strictly Come Dancing, nas avaliações. Carey fez uma aparição no American Music Award, realizado em 23 de novembro de 2008 no Nokia Theatre. Vestindo um longo vestido preto, ela cantou a música depois de receber um prêmio honorário por suas realizações na música. Chris Harris da MTV News descreveu como um "desempenho fascinante".
Desde o lançamento do álbum no início de abril, Carey disse publicamente que planejava embarcar em uma grande turnê mundial em apoio ao E=MC². Em uma entrevista à Billboard em 28 de março de 2008, Carey explicou: "É possível, e provavelmente vou fazê-la, mas não sei exatamente como faremos isso ou quando. Estou pensando provavelmente em setembro, mas eu acho que é importante fazer uma turnê com este álbum, porque há tantas músicas que eu realmente quero cantar ao vivo, que eu realmente gosto”. Meses depois, mais precisamente em julho, em uma entrevista para a MTV News, Carey ainda abordou seus planos de uma turnê: "Estamos olhando para novembro agora. Por favor, não me responsabilize se acontecer de 5 de dezembro ou 7 de dezembro ou 18 de janeiro!". 'Quando lhe pediram para descrever o tema da turnê, Carey explicou: "Estou pensando. Eu gosto de elabor. Só fazemos coisas substanciais. Isso é o que meu joalheiro diz. Ainda não tenho os visuais em mente, mas vamos descobrir logo". Apesar dos planos continuados para uma turnê e dos anúncios feitos no The X Factor no Reino Unido em novembro, a turnê foi subitamente cancelada no início de dezembro. Os tablóides e críticos começaram a especular que Carey havia engravidado e, como resultado, abandonou os planos de uma turnê. Muitos alegaram ter visto Carey visitando um famoso consultório de ginecologistas em Los Angeles. Além disso, a figura recém-apurada de Carey começou a mudar, quando ela parou de fazer exercícios e ganhou peso. Embora Carey tivesse finalmente anunciado que estava grávida de gêmeos em 28 de novembro de 2010, mais de dois anos depois, ela admitiu que estava de fato grávida durante esse período e sofreu um aborto espontâneo. Por essa razão, ela cancelou a turnê e perdeu a criança apenas dois meses depois.

## Singles
"Touch My Body" foi lançado como o primeiro single do álbum em 12 de fevereiro de 2008. A música recebeu críticas positivas de críticos de música, que elogiaram o seu gancho e produção, bem como suas letras lúdicas. "Touch My Body" alcançou a primeira posição no Hot 100 em sua quarta semana, e se tornou o décimo oitavo pódio de Carey, vendendo 286 mil downloads digitais. A semana de abertura da música quebrou vários recordes, fazendo dela a artista solo com o maior número de singles na história dos Estados Unidos, superando o recorde de Elvis Presley. Além disso, deu a Carey sua 79ª semana no topo do Hot 100, empatando com Presley como a artista com mais semanas no número um na história da Billboard". A canção também vendeu a maior quantidade de coópias digitais em uma semana, superando "Umbrella" (2007) da barbadense Rihanna, que vendeu 277.000 unidades. Internacionalmente, A canção alcançou um forte sucesso nas paradas de vários cantos do globo, alcançando o top 5 das paradas na Itália, Japão, Nova Zelândia, Suíça e Reino Unido. O videoclipe da música foi dirigido pelo cineasta Brett Ratner, que já havia trabalhado com a artista em cinco outros vídeos musicais. Segue-se uma história que gira em torno de uma fantasia de um técnico de computadores enquanto ele visita a residência de Carey. Enquanto ele conserta seu computador, ele entra em uma fantasia em que  ele e a cantora executam várias atividades juntos, incluindo uma luta de almofadas, jogam laser tag, Guitar Hero, autorama, e joga um frisbee, enquanto mostra Carey em vários trajes sensuais.
"Bye Bye" foi anunciado como o segundo single do álbum em 15 de abril de 2008. A música recebeu críticas positivas de críticos de música, e foi fortemente especulado para ter se tornado seu 19º número um na Billboard Hot 100. Muitos críticos elogiaram seu arranjo musical simples e discreto e letras personalizadas, enquanto alguns acharam que a música era simples demais para uma artista do porte de Carey. A faixa só conseguiu chegar a uma posição máxima de número dezenove na Billboard Hot 100. Em outros países onde debutou, a canção alcançou gráficos relativamente fracos, atingindo o pico entre os dez primeiros na Nova Zelândia, e no top-cinquenta no Canadá, Irlanda, Eslováquia, e no Reino Unido. O videoclipe da canção foi dirigido por Justin Francis na ilha de Antigua no Caribe. Notavelmente, Carey e Cannon começaram a namorar durante sua viagem à ilha, e mais tarde se casaram em 30 de abril de 2008. O vídeo apresenta cenas dos bastidores do casal, Carey promovendo o álbum no Reino Unido, além de fotos de vários amigos próximos de Carey, familiares e ex-colaboradores como Luciano Pavarotti e Luther Vandross.
O terceiro single do álbum, "I'll Be Lovin' U Long Time", foi lançado em 1 de junho de 2008. Muitos elogiaram a produção da música e a incorporação da amostra "Stay With me", enquanto outros não se impressionaram com o refrão em geral. Chuck Taylor, da Billboard, assegurou que a música obteria sucesso e apelo de rádio, e elogiou sua produção geral, assim como a voz de Carey: "É um ritmo lúdico e adequado para a praia, com uma amostra brilhante de Stay With Me, de DeBarge. "vocais ricamente tecidos e os falsetes amando pelos fãs com sua assinatura sonora". Nos Estados Unidos, a música atingiu o número cinquenta e oito, e no número vinte e sete no Japão. No UK Singles Chart, "I'll Be Lovin' U Long Time" atingiu o número oitenta e quatro e passou apenas uma semana no gráfico. A música foi apresentada na cena final de You Don't Mess with the Zohan (2008), um filme em que Carey fez uma aparição. Seu videoclipe acompanhante foi filmado ao longo de um intervalo de três dias no Havaí, e faz uso do cenário das ilhas, bem como fotos de Carey com vários biquínis, enquanto nadava com um golfinho.
"I Stay in Love" foi lançado como o quarto e último single do álbum em 28 de outubro de 2008. A música não conseguiu fazer sucesso algum no Hot 100, embora tenha se tornado a décima quarta faixa de Carey no Hot Dance Club Play. Além disso, atingiu o pico de noventa e cinco na UK Singles Chart. O videoclipe da música foi filmado pelo marido de Carey, Nick Cannon, e apresenta Carey como dançarina em um show em Las Vegas no Bellagio Hotel and Casino Resort. Além disso, durante o show e seus preparativos, Carey percebe que seu ex-amante encontrou amor com um de seus colegas dançarinos, levando-a a explodir o carro que ele lhe deu, bem como seus acompanhamentos no Deserto de Mojave.
Outras canções notáveis
Apesar de não ser lançadas como singles, três das canções do álbum conseguiu entrar na Billboard Hot 100 e Hot R&B/Hip-Hop Songs devido às altas vendas. "Migrate" atingiu o pico de noventa e dois no Hot 100, e noventa e cinco no gráfico de R&B, enquanto ambos "I'm That Chick" e "Side Effects" atingiram os números oitenta e dois e noventa e três na tabela de músicas R&B/Hip-Hop.

## Recepção crítica
| Críticas profissionais | Críticas profissionais |
| Pontuações agregadas   | Pontuações agregadas   |
| Fonte                  | Avaliação              |
| ---------------------- | ---------------------- |
| Metacritic             | 64/100                 |
| Avaliações da crítica  |                        |
| Fonte                  | Avaliação              |
| Allmusic               | [ 99 ]                 |
| Billboard              | (Favorável)            |
| Entertainment Weekly   | A−                     |
| The Guardian           | [ 15 ]                 |
| Houston Chronicle      | [ 27 ]                 |
| Los Angeles Times      | [ 102 ]                |
| The New York Times     | (Misto)                |
| PopMatters             | [ 23 ]                 |
| Rolling Stone          | [ 103 ]                |
| Slant Magazine         | [ 104 ]                |

E=MC² recebeu uma nota 64/100 (indicando "avaliações em sua maioria positivas") no site Metacritic, que calcula a média das avaliações profissionais em uma pontuação numérica. Stephen Thomas Erlewine, editor sênior do Allmusic, classificou o álbum com três de cinco estrelas, e escreveu "é enganoso julgar Mariah com base em seu novo recorde de possuir o maior número de singles em número um, porque não se trata de longevidade, trata-se sobre ser permanentemente transitória, uma característica que E=MC² captura tudo muito bem". Gary Trust da Billboard, sentiu que no álbum, Carey estava em "forma impecável", afirmando: "Ela já proclamou a emancipação antes, mas Mariah Carey nunca soou tão livre quanto ela está em seu 10º álbum. Carey fez um álbum pop com igual nível de leveza e gravidade." Escrevendo para a  Entertainment Weekly, Margeaux Watson classificou E=MC² com 'A-' e descreveu como o objetivo do álbum era provar que "seu retorno não foi por acaso". Ela continuou elogiando as várias colaborações do álbum, e escreveu que "o resultado é uma mistura prazerosa de compotas, canções de amor e baladas emocionais inspiradas em batidas de hip-hop que mostram generosamente as poderosas habilidades vocais da vocalista". Embora a voz de Carey tinha sido criticada desde seu lançamento em 2002 Charmbracelet, por não ser capaz de entregar os "vocais desafiando a gravidade" a partir de 1990, Roger Friedman da Fox News escreveu; "Sua gama de oito oitavas infame sofreu um pouco desgaste ao longo dos anos, mas Carey ainda pode flutuar de grandes altos para baixos como nenhum outro". Alex Macpherson do The Guardian deu ao álbum quatro de cinco estrelas, descrevendo pesadamente o estado vocal da cantora ao longo do álbum: "A voz de Carey foi ironizada, bizarramente, como sendo um triunfo da técnica sobre a alma - um argumento que falha em compreender que técnica e alma estão interligadas, essa técnica existe primariamente como um meio de transmitir emoção - mas ela está em boa forma vocal ao longo de 'E=MC²', seja cantando baladas enormes, ou colocando sua voz em um banco desmaiado de cem Mariahs". Macpherson concluiu sua revisão com: "Quando ela canta em outro lugar: 'Aos outros regularidades, não se pode comparar com MC', 'é difícil não concordar', fazendo referência a uma letra em 'For the Record'.
Joey Guerra do Houston Chronicle, sentiu todas as faixas do álbum foram fortes, e escreveu "Cada faixa tem em si um potencial para single, e isso é exatamente o que os fãs vão adorar em 'E=MC²'. Espere-o à trilha sonora grande parte do verão e além". O escritor da equipe do Los Angeles Times, Richard Cromelin, deu ao álbum duas de quatro estrelas, observando suas "alternativas para a ostentação da sua juventude no início dos anos 90". Ele concluiu em sua revisão mista do álbum, "Claro, a consistência não é tão importante quando um álbum é montado como uma série de singles em vez de um trabalho coeso. Felizmente para Carey, a história da vida real adaptada ao tablóide em um lado e o ofício do produtor importam mais do que a arte de cantar neste conto de fadas em particular". Ben Ratliff do The New York Times sentiu que o álbum não se igualava ao anterior lançamento de Carey, escrevendo "Muito da gravação soa como imitações de rádio urbano, sem as peculiaridades e ganchos efetivos de 'Mimi'. Talvez a emancipação não é um procedimento contínuo, talvez só venha uma vez". Escrevendo para PopMatters, Evan Sawdey deu quatro de dez discos, descrevendo-o como uma "imitação superficial de seu antecessor". Sawdey concluiu sua crítica com uma nota mista, afirmando que "o segundo ato do retorno de Mariah não expande sabiamente seu som: ele sucumbe ao projeto tão cuidadosamente apresentado por seu antecessor, um remake sem sentido que só existe porque é necessário. Se você já teve uma dúvida quanto à sua natureza estereotipada, não precisa procurar mais do que o título. Viva a Diva". Caryn Ganz da Rolling Stone questionou por que ela limitou suas habilidades vocais ao longo do disco, "quase todas as músicas limitam Carey aos versos de quatro notas, oferecendo pouco espaço para o seu alcance glorioso". Jornalista Eric Henderson, escrevendo para  Slant Magazine, classificou o álbum em três de cinco estrelas, e concluindo com "Tais são as recompensas de um álbum como 'E=MC²', no qual se chega a uma solução, mas não antes de Mariah se inclinar para trás para mostrar seu trabalho". O álbum terminou entre os dez melhores de várias listas de "melhores de 2008", terminando em número quatro em uma pesquisa oficial realizada pela Billboard, oito pelo The Detroit News, e número dez do The San Diego Union-Tribune. Robert Christgau escolheu uma música do álbum, "Touch My Body", como a "escolha certa".

## Desempenho comercial

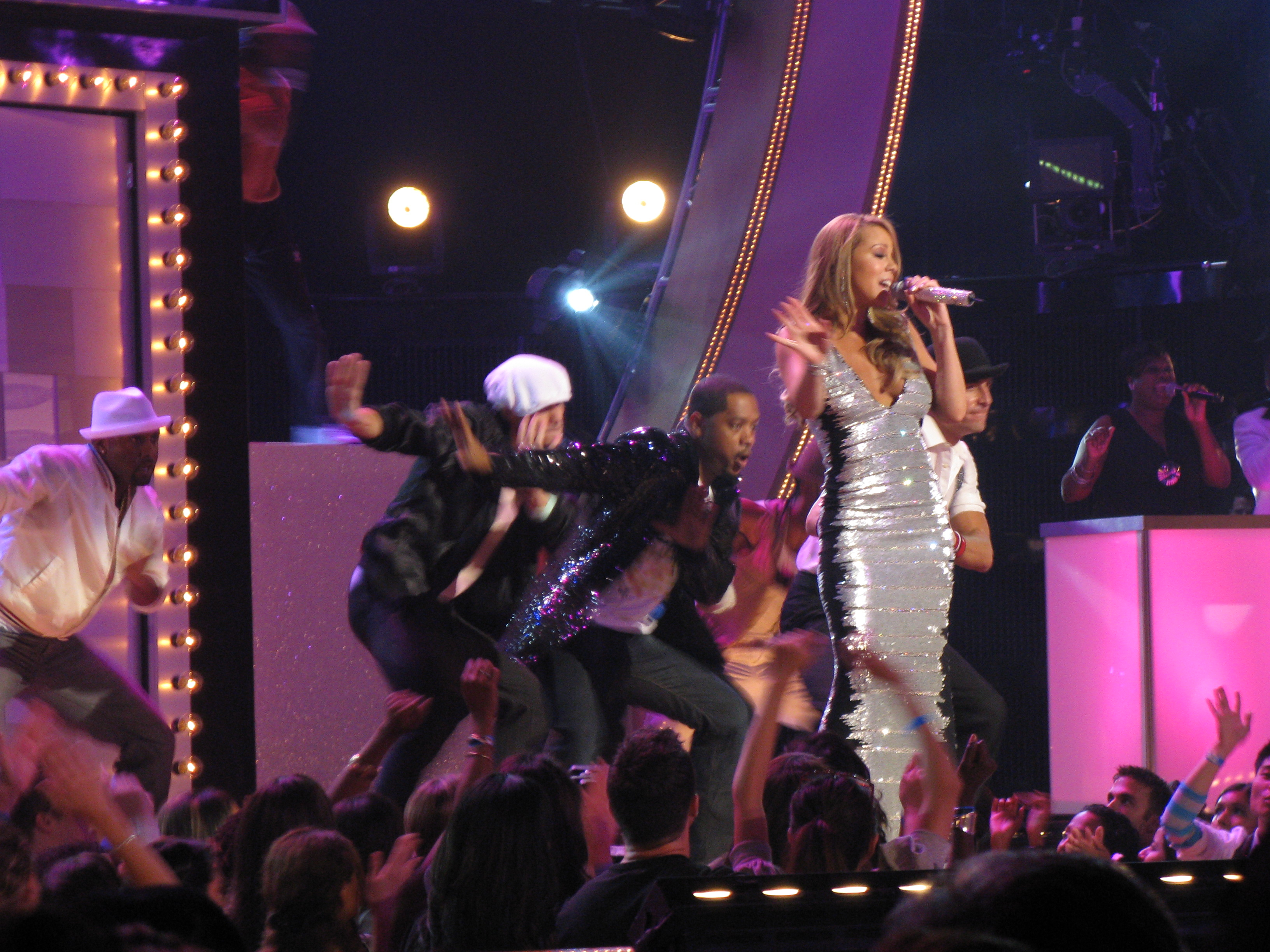
Carey abrindo a cerimônia de Fashion Rocks com uma performance ao vivo de "I'm That Chick".

E=MC² estreou no número um na Billboard 200 com 463.000 cópias vendidas, tornando-se a maior semana de vendas da carreira de Carey, e também o terceiro maior estréia de um álbum em 2008 por uma artista feminina, somente atrás de Circus de Britney Spears e Fearless de Taylor Swift, em novembro. Com seis álbuns número um, Carey agora está empatada com Spears e Beyoncé nos Estados Unidos como artista feminina com mais álbuns em primeiro lugar, atrás de Janet Jackson com sete, Madonna com oito e Barbra Streisand com nove. Em sua segunda semana, o álbum permaneceu em primeiro lugar na parada de álbuns, com 182.000 cópias vendidas. E=MC² se tornou o primeiro álbum de Carey a passar duas semanas seguidas no primeiro lugar desde Daydream de 1995, embora The Emancipation of Mimi (2005) tenha passado duas semanas não consecutivas no primeiro lugar. No Top R&B/Hip-Hop Albums da Billboard, E=MC² estreou no número um, e passou quarenta e sete semanas flutuante dentro da parte superior do top 100. O disco foi certificado com Platina pela Recording Industry Association of America (RIAA) em 8 de julho de 2008, denotando vendas de um milhão de unidades. De acordo com a Nielsen SoundScan, as vendas americanas do álbum estão em 1.289.000 cópias até Abril de 2013. No total, E=MC² passou vinte e sete semanas dentro da Billboard 200, e terminou em número vinte e dois no gráfico de fim de ano. No mesmo dia em que o álbum foi lançado, o prefeito Antonio Villaraigosa proclamou o dia 15 de abril oficialmente como "Dia de Mariah Carey" em Los Angeles. Foi em parte por celebrar seu décimo oitavo singlenúmero um, "Touch My Body". Além disso, de 25 de abril a 27 de abril de 2008, o Empire State Building foi iluminado pelas cores preferidas de Carey - lavanda, rosa e branco - em comemoração a suas conquistas no mundo da música. No Canadian Albums Chart, durante a semana de 3 de maio de 2008, E=MC² estreou no número um, com vendas na primeira semana de 19.000 cópias. Tornou-se seu primeiro álbum número um no Canadá desde antes de 1999, como Rainbow e The Emancipation of Mimi ambos estagnaram no número dois. O álbum passou sete semanas na parada de álbuns, e acabou sendo certificado como Platina pela Canadian Recording Industry Association (CRIA), denotando vendas de 100.000 unidades.
E=MC² entrou no Australian Albums Chart em 5 de abril de 2008, no número dois. O álbum passou oito semanas na parada de álbuns, e foi certificado como Ouro pela Australian Recording Industry Association (ARIA), denotando vendas de 35.000 unidades. Na França, o álbum estreou em sua posição de pico de número seis durante a semana de 19 de abril de 2008. E=MC² passou vinte semanas na parada de álbuns, e terminou sua corrida em 30 de agosto de 2008. No Dutch Albums Chart, estreou em sua posição de pico de número onze em 19 de abril de 2008. O álbum terminou seu gráfico de oito semanas executado em 7 de junho de 2008. Durante a semana de 28 de abril de 2008, E=MC² estreou no número dez na New Zealand Albums Chart, começando uma corrida de dez semanas no gráfico. O álbum chegou ao topo entre os dez primeiros em vários países europeus, como o número cinco na Suíça, sete na Alemanha e Irlanda, oito na Áustria e número nove na Itália. Na UK Albums Chart, o álbum estreou no número três, vendendo 34.800 cópias. Esta foi sua maior posição de pico no Reino Unido desde Butterfly (1997), que atingiu o número dois. Após treze semanas no gráfico, o álbum foi certificado Ouro pela British Phonographic Industry (BPI), denotando vendas de 100.000 cópias. No Japão, o álbum atingiu o número sete na Oricon, e foi certificado como Ouro pela Recording Industry Association of Japan (RIAJ) pela comercialização de 100.000 cópias. Após apenas oito dias de lançamento, a E=MC² foi certificada como Ouro nas Filipinas, denotando vendas de 15.000 unidades. O álbum foi o 26º álbum mais vendido no mundo em 2008, de acordo com a International Federation of the Phonographic Industry (IFPI). Até 19 de setembro de 2009, o álbum já havia vendido 7,6 milhões de cópias em todo o mundo.

## Lista de faixas
| N.º            | Título                               | Compositor(es)                                                  | Produtor(es)                       | Duração |  |
| 1.             | "Migrate" (com T-Pain)               | Mariah Carey Nate Hills Balewa Muhammad Faheem Najm             | Carey Danja                        | 4:17    |  |
| 2.             | "Touch My Body"                      | Carey Crystal Johnson Christopher Stewart Terius Nash           | Carey Christopher "Tricky" Stewart | 3:24    |  |
| 3.             | "Cruise Control" (com Damian Marley) | Carey Jermaine Dupri Johntá Austin Damian Marley Manuel Seal    | Carey Dupri                        | 3:32    |  |
| 4.             | "I Stay in Love"                     | Carey Bryan-Michael Cox Kaseem Dean Adonis Shropshire           | Carey Cox                          | 3:32    |  |
| 5.             | "Side Effects" (com Young Jeezy)     | Carey Jay Jenkins Johnson                                       | Carey Scott Storch                 | 4:22    |  |
| 6.             | "I'm That Chick"                     | Carey Austin Mikkel S. Eriksen Tor Erik Hermansen Rod Temperton | Carey Stargate                     | 3:31    |  |
| 7.             | "Love Story"                         | Carey Austin Dupri Seal                                         | Carey Dupri                        | 3:56    |  |
| 8.             | "I'll Be Lovin' U Long Time"         | Carey Aldrin Davis Mark DeBarge Etterlene Jordan                | Carey DJ Toomp                     | 3:01    |  |
| 9.             | "Last Kiss"                          | Carey Austin Dupri Seal                                         | Carey Dupri                        | 4:12    |  |
| 10.            | "Thanx 4 Nothin'"                    | Carey Dupri Seal                                                | Carey Dupri                        | 3:05    |  |
| 11.            | "O.O.C."                             | Carey Kasseem Dean Sheldon Harris                               | Carey Swizz Beatz                  | 3:26    |  |
| 12.            | "For the Record"                     | Carey Cox Shropshire                                            | Carey Cox                          | 3:26    |  |
| 13.            | "Bye Bye"                            | Carey Eriksen Hermansen Austin                                  | Carey Stargate                     | 4:27    |  |
| 14.            | "I Wish You Well"                    | Carey James Poyser Mary Ann Tatum                               | Carey Poyser                       | 4:35    |  |
| Duração total: | Duração total:                       | Duração total:                                                  | Duração total:                     | 52:14   |  |

| Faixa bônus australiana, britânica, japonesa e neozelandesa |                            |                                                                                   |         |  |
| N.º                                                         | Título                     | Compositor(es)                                                                    | Duração |  |
| 15.                                                         | "Heat" (com Will.I.Am¹)    | Adams, Jon Fletcher, Keith Harris, Jalil Hutchins, Johnson, Larry Smith, R.Muller | 3:34    |  |
| 16.                                                         | "4real4real" (com Da Brat) |                                                                                   | 4:13    |  |

1Faixa bônus do iTunes japonês.

² O.O.C. lê-se Out Of Control.

## Créditos e pessoal
Créditos para E=MC², adaptados das notas do álbum.
- Mariah Carey – produtora, produtora executiva, vocais principais, vocais de fundo
- Marcella Araica – mixagem de áudio
- Miguel Bustamante – Assistente de mixagem de áudio
- Bryan-Michael Cox – produtor, instrumentos
- Aldrin Davis – produtor
- Kasseem Daoud Dean – produtor
- Jermaine Dupri – produtor, mixagem de áudio
- Mikkel S. Eriksen – produtor, engenheiro de gravação, instrumentos
- Brian Gartner – engenheiro de gravação, mixagem de áudio
- Shawntae Harris – vocais de fundo
- Tor E. Hermansen – produtor, instrumentos
- Floyd Nathaniel Hills – produtor
- John Horesco IV – engenheiro de gravação
- Josh Houghkirk – assistente de mixagem de áudio
- Jay Wayne Jenkins – vocais de rap
- Crystal Johnson – vocais de fundo
- Jaycen Joshua – mixagem de áudio
- Damian Marley – vocais
- Faheem Rasheed Najm – vocais
- Terius Youngdell Nash – produtor
- Dave Pensado – mixagem de áudio
- James Poyser – produtor
- Derrick Selby – engenheiro de gravação
- Kelly Sheehan – engenheiro de gravação adicional
- Manuel Seal – produtor
- Christopher Stewart – produtor
- Scott Storch – produtor
- Phil Tan – mixagem de áudio
- Maryann Tatum – vocais de fundo

## Desempenho nas paradas musicais
| Parada (2008)                           | Posição de pico |
| --------------------------------------- | --------------- |
| Alemanha (Offizielle Deutsche Charts)   | 7               |
| Austrália (ARIA)                        | 2               |
| Áustria (Ö3 Austria Top 40)             | 8               |
| Bélgica (Ultratop Flandres)             | 17              |
| Bélgica (Ultratop Valônia)              | 25              |
| Canadá (Billboard)                      | 1               |
| Dinamarca (Hitlisten)                   | 18              |
| Escócia (Official Scottish Albums)      | 9               |
| Espanha (PROMUSICAE)                    | 16              |
| Estados Unidos (Billboard 200)          | 1               |
| Estados Unidos (Top R&B/Hip Hop Albums) | 1               |
| Europa (Billboard European Albums)      | 3               |
| França (SNEP)                           | 6               |
| Grécia (IFPI)                           | 2               |
| Irlanda (IRMA)                          | 7               |
| Itália (FIMI)                           | 9               |
| Japão (Oricon)                          | 7               |
| México (AMPROFON)                       | 43              |
| Noruega (VG-lista)                      | 20              |
| Nova Zelândia (RMNZ)                    | 10              |
| Países Baixos (Dutch Charts)            | 11              |
| Polónia (ZPAV)                          | 33              |
| Portugal (AFP)                          | 15              |
| Reino Unido (Official Albums Chart)     | 3               |
| Reino Unido (UK R&B Albums Chart)       | 1               |
| República Tcheca (ČNS IFPI)             | 39              |
| Suécia (Sverigetopplistan)              | 22              |
| Suíça (Schweizer Hitparade)             | 5               |

| Parada (2008)                                     | Posição |
| ------------------------------------------------- | ------- |
| Austrália (ARIA)                                  | 18      |
| Estados Unidos (Billboard 200)                    | 22      |
| Estados Unidos (Billboard Top R&B/Hip-Hop Albums) | 9       |
| França (SNEP)                                     | 156     |
| Itália (Hit Parade Italia)                        | 135     |
| Mundo (IFPI)                                      | 26      |
| Reino Unido (OCC)                                 | 134     |

## Vendas e certificações
| Região                                                                                             | Certificação | Vendas    |
| -------------------------------------------------------------------------------------------------- | ------------ | --------- |
| Austrália (ARIA)                                                                                   | Ouro         | 35,000^   |
| Brasil (Pro-Música Brasil)                                                                         | Ouro         | 30,000*   |
| Canadá (Music Canada)                                                                              | Platina      | 80,000^   |
| Estados Unidos (RIAA)                                                                              | Platina      | 1,300,000 |
| Japão (RIAJ)                                                                                       | Ouro         | 100,000^  |
| Reino Unido (BPI)                                                                                  | Ouro         | 136,986   |
| Rússia (NFPF)                                                                                      | Ouro         | 10,000*   |
| *números de vendas baseados somente na certificação ^distribuições baseadas apenas na certificação |              |           |

## Histórico de lançamento
| País           | Lançamento (edição padrão) | Formato              | Gravadora                      |
| -------------- | -------------------------- | -------------------- | ------------------------------ |
| Áustria        | 4 de abril de 2008         | CD, download digital | The Island Def Jam Music Group |
| Itália         | 4 de abril de 2008         | CD, download digital | The Island Def Jam Music Group |
| Bélgica        | 11 de abril de 2008        | CD, download digital | The Island Def Jam Music Group |
| Alemanha       | 11 de abril de 2008        | CD, download digital | Universal Music Group          |
| Irlanda        | 11 de abril de 2008        | CD, download digital | The Island Def Jam Music Group |
| Noruega        | 11 de abril de 2008        | CD, download digital | The Island Def Jam Music Group |
| Austrália      | 14 de abril de 2008        | CD, download digital | The Island Def Jam Music Group |
| França         | 14 de abril de 2008        | CD, download digital | The Island Def Jam Music Group |
| Nova Zelândia  | 14 de abril de 2008        | CD, download digital | The Island Def Jam Music Group |
| Reino Unido    | 14 de abril de 2008        | CD, download digital | Mercury Records                |
| Canadá         | 15 de abril de 2008        | CD, download digital | Universal Music Group          |
| Japão          | 15 de abril de 2008        | CD, download digital | The Island Def Jam Music Group |
| México         | 15 de abril de 2008        | CD, download digital | The Island Def Jam Music Group |
| Estados Unidos | 15 de abril de 2008        | CD, download digital | The Island Def Jam Music Group |